# Phare de Monte Agudo
Le phare de Monte Agudo est un phare situé sur Monte Agudo, l'une des îles Cies dans l'embouchure de la Ría de Vigo (Rías Baixas), appartenant à la commune de Vigo, dans la province de Pontevedra (Galice en Espagne).
Il est géré par l'autorité portuaire de Vigo .

## Histoire
Les Îles Cíes (l'île du Nord, appelée Monteagudo, l'île médiane, appelée Do Faro, et l'île du Sud, San Martiño) ont été déclarées Réserves Naturelles en 1980, et font partie du Parc national des Îles Atlantiques de Galice, créé en 2002. Plusieurs phares se trouvent sur les îles Cies.
Le phare de Monte Agudo, du nom de l'île du nord, est une petite tourelle cylindrique blanche de 5 m de haut. C'est un local technique avec galerie sur lequel est montée le feu sur un mât court. L'accès à la galerie se fait par un escalier qui forme une spirale autour de la tour. Un mur circulaire entoure l'ouvrage. Le feu est alimenté par un panneau photovoltaïque. Il émet, à une hauteur focale de 24 m, un éclat vert toutes les 5 secondes visible jusqu'à 18 km. Il marque l'entrée de la Ría de Vigo en couple avec le phare de Cabo Home.
Identifiant : ARLHS : SPA244 ; ES-04730 - Amirauté : D1882 - NGA : 2916.
|             |
| Ria de Vigo |

|           |
| Îles Cies |

### Lien connexe
- Liste des phares d'Espagne